# Das Geheimnis der Villa Sabrini
Das Geheimnis der Villa Sabrini ist ein deutscher Krimi aus dem Jahr 2011/12, der auf dem Buch Die Gärten der Villa Sabrini von Cristina Camera basiert. Regie führte Marco Serafini. Der Film wurde erstmals am 4. März 2012 im ZDF gezeigt.

## Handlung
Die deutsche Susanna Noll arbeitet als Auktionatorin in Rom. Bei einer Versteigerung entdeckt sie, dass eines der Bilder höchstwahrscheinlich gefälscht worden ist.
Sie will das Rätsel um das Bild lösen und ermittelt auf eigene Faust. Hilfe bekommt sie von dem wohlhabenden Schmuckdesigner Francesco Sabrini. Zusammen entdecken sie, dass ein großes Verbrechen hinter dem Bild steckt.

## Dreharbeiten
Der Film wurde vom 19. September 2011 bis zum 14. November 2011 in Rom und Florenz gedreht.

## Kritiken
„Mischung aus Liebes- und Kriminalfilm vor der Kulisse von Florenz und der Toscana.“

„Italien-Tourismuskatalog mit Krimibeilage, aber gut besetzt und gespielt. Fazit: Ganz hübsch, aber wirklich keine Kunst.“